# Alfred E. Neumann

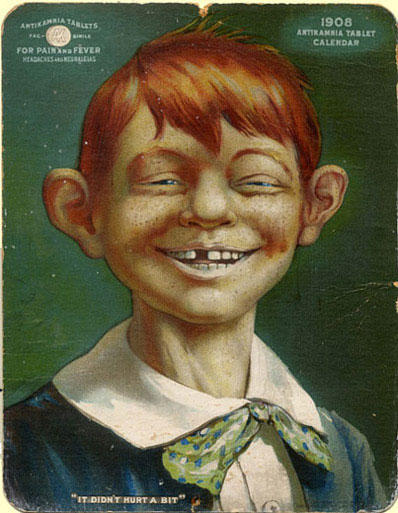
„Antikamnia“-Werbung (Kalenderbild, 1908)

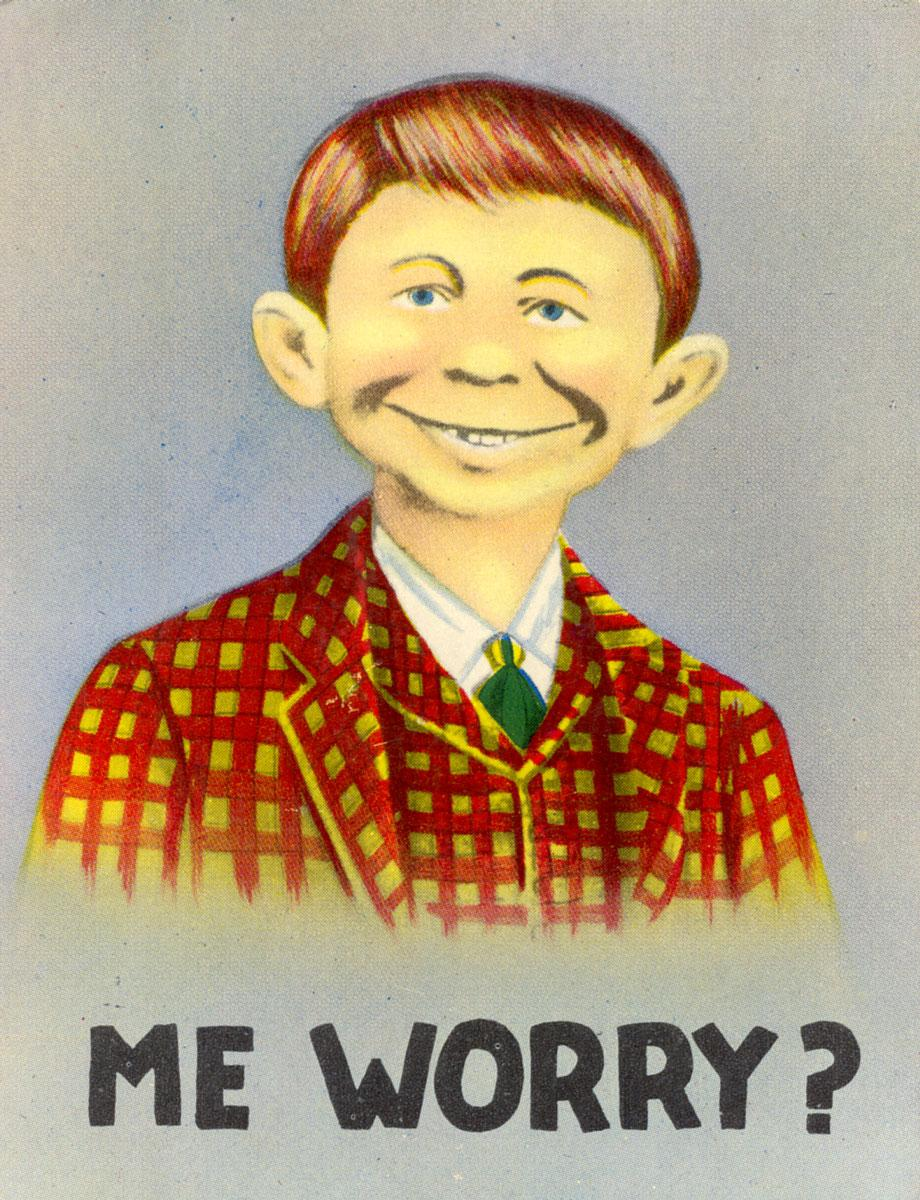
(Namenloser) Vorläufer von Alfred, ca. 1920er Jahre

Alfred E. Neumann (auf Englisch Alfred E. Neuman) ist Maskottchen und Titelheld der Satirezeitschrift MAD. Die fiktive Figur gab es allerdings schon, bevor MAD sie 1954 für sich reklamierte. Dargestellt wird Alfred E. Neumann als Straßenjunge mit rotem Haar, abstehenden Ohren, Sommersprossen und breitem Grinsen, das seine Zahnlücke(n) enthüllt. Die Figur gilt als Symbol für grenzenlose Dummheit und Naivität.

## Geschichte
Das Gesicht Alfreds geht auf das Ende des 19. Jahrhunderts zurück und erschien unter anderem als Werbung für ein Zahnbehandlungsmittel („Antikamnia“, siehe Bild) und für politische Propaganda. Das Porträt wurde oft mit dem Motto „What? Me worry?“ (auf Deutsch: „Was – ich besorgt?“) verbunden und Jahre später entsprechend weiterverwendet.
Nachdem das amerikanische Satiremagazin MAD das Porträt von Alfred Jahre später auf seiner Titelseite abbildete, wurde es zweimal wegen Urheberrechtsverletzung verklagt. MAD konnte aber beweisen, dass das verwendete Gesicht wesentlich älter war und bereits zu dem Zeitpunkt bestand, zu dem die Kläger es erfunden haben wollten.
In MAD erschien Alfreds Gesicht erstmals im November 1954 auf dem Titel des Nachdrucks The Mad Reader. Im März 1955 war Alfred dann auf dem Titelblatt des Magazins zu sehen, noch sehr klein und unter dem schlichten Namen Idiot Boy. Ab Juli 1955 war er auf jedem Heft zu sehen, diesmal unter dem Namen Melvin Cowznofski. Im Mai 1956 erhielt er seinen endgültigen Namen, und zwar nach dem Dirigenten Alfred Newman.
Im Oktober 1956 wurde der Zeichner Norman Mingo mit der Fertigung eines Porträts beauftragt, das im Dezember 1956 erstmals den Magazintitel schmückte. Seitdem ist Alfred auf fast jeder Titelseite des MAD-Magazins abgebildet. Gemalt wurde das Porträt von Frank Kelly Freas.
Im deutschen MAD-Magazin wurde das Motto „What? Me worry?“ mit „Na und?“ übersetzt.
Unbekannt ist die Bedeutung des E. im Namen.

## Kulturelle Bedeutung
Alfred E. Neumann gilt heute als Symbol für unbestreitbare Dummheit. Während seiner Präsidentschaft wurde George W. Bush oft mit ihm verglichen, vor allem wegen seiner „What, me worry?“-Einstellung („Was, ich besorgt?“). Vielen anderen Persönlichkeiten wurden Neumann-Eigenschaften nachgesagt, wie beispielsweise Charles III., Rick Astley, Ted Koppel, Oliver North und David Letterman. In einem Interview im Mai 2019 sagte der damalige US-Präsident Donald Trump: „Alfred E. Neuman cannot become president of the United States“ (deutsch: „Alfred E. Neumann kann nicht Präsident der Vereinigten Staaten werden“), ein Versuch, den Präsidentschaftskandidaten Pete Buttigieg als naiv und dumm zu diffamieren. Der Spiegel stellte 2019 unter den Überschriften „MAD in England“ bzw. „King Boris“ Boris Johnson mit den für Alfred E. Neumann typischen Segelohren und Sommersprossen und Zahnlücke auf der Titelseite dar.